# Romulea monadelpha
Romulea monadelpha är en irisväxtart som först beskrevs av Robert Sweet och Ernst Gottlieb von Steudel, och fick sitt nu gällande namn av John Gilbert Baker. Romulea monadelpha ingår i släktet Romulea och familjen irisväxter. Inga underarter finns listade i Catalogue of Life.